# Gaston Dumestre
Pour les articles homonymes, voir Dumestre.
Gaston Victor Pierre Dumestre, né le 12 mai 1875 à Tarbes et mort le 10 août 1949 à Nice, est un romancier, poète, parolier, rédacteur en chef, directeur artistique, critique dramatique et librettiste français.

## Biographie
Gaston Dumestre commença dans divers métiers (coureur cycliste, chauffeur de camion, conférencier, 
marchand de vins de Champagne), avant de s'orienter vers l'écriture, la chanson et le spectacle.
Attiré très tôt par le cabaret, il est engagé comme chansonnier à Montmartre en 1893 par Rodolphe Salis au "Chat noir", avant de collaborer avec Xavier Privas à "La Veine" puis avec Jacques Ferny et Jehan Rictus à "La Truie qui file".
En 1902, il sera nommé directeur des éditions musicales Francis Salabert pour la Belgique et les Pays-Bas et s'installera à Bruxelles jusqu’à la Première Guerre  mondiale.

## Auteur-compositeur
En 1894, il créait les paroles de la chanson Les Inquiets chantée notamment par Damia ou par Jack Mirois, au cabaret Au Lapin Agile.
En 1903, il créait les paroles et la musique de la chanson Lettres d'un déserteur chantée par Félix Mayol. La même année il compose Lettre à Colombine, chantée également par Félix Mayol.
En 1905, il écrit La Berceuse des bébés.
En 1907, il écrit les paroles de la chanson Les secrets du Jiu Jitsu, chantée par Marcelle Norcy, la divette du Casino de Paris.
En 1908, il écrit le livret "la Makote" sur une musique d'Eugène Poncin, chanson interprétée par Félix Mayol et publié aux éditions Charles Mayol.
En 1911, il écrit les paroles et la musique de Bonjour m'amour, chantée par Félix Mayol à La Scala.
Il écrit également Lettres d'un condamné pour Félix Mayol à La Scala.
En 1927, il écrit les paroles et musique de La maison de mon cœur est prête pour les cabarets de Montmartre. La chanson sera interprétée par Fréhel en 1927.

## Romancier
En 1909, il publie son premier roman, Monsieur Van Grippenbergh à Ostende en Belgique. Il écrit ensuite Monsieur Crotte. Roman de la vie bruxelloise.
En 1921, publication de Colombinella, coécrit avec L. G. Delabre.
Durant l'entre-deux-guerres, Gaston Dumestre écrira plusieurs romans aux éditions de L'Atelier, sise à Biarritz, notamment Le crime de Bougresse (1932), Jeunesse orageuse (1933), Les jambes de la star (1933), Le secret du bonheur, Cul d'acier" et "La bande à Phi-Phi et La Puce ou le jeune homme à la Simcacinq (1937).

## Librettiste
Gaston Dumestre se lance alors dans la rédaction de plusieurs livrets d'opérettes, puis de comédies musicales. Il rencontre le compositeur français d'origine polonaise Josef Szulc avec lequel il collaborera plusieurs fois.
On lui doit notamment :
- "Flup !", opérette en trois actes. Musique Joseph Szulc. Création à Bruxelles à l'Alhambra le 19 décembre 1913 ; à Lyon aux Célestins le 13 novembre 1917. Représentations à Paris jusqu'en 1944[3].
- "Titin", avec Roger Ferréol, première opérette "Marseillaise" en 3 actes (12 ans avant Vincent Scotto). Musique Joseph Szulc. Création à Paris, au Ba-Ta-Clan, le 5 octobre 1920. Représentations à Paris jusqu'en 1944.
- "La Tasse de thé" (livret coécrit avec Roger Ferréol, première au Bataclan à Paris, en 1920).
- "La Victoire de Samothrace", opérette en trois actes. Musique Joseph Szulc. Créée à Liège le 3 avril 1924 mais selon la SACD, la pièce aurait été créée à Tourcoing au concert Mayol le 12 février 1923.
- "Vivette", opérette en trois actes. Musique Joseph Szulc. Création à Liège le 31 octobre 1924).
- "Amoureux", opérette en trois actes. Musique d'Albert Chantrier. Créée à Marseille le 28 mars 1925.